# Ampulex melanocera
Ampulex melanocera är en  stekelart som beskrevs av Cameron 1908. Ampulex melanocera ingår i släktet Ampulex och familjen Ampulicidae. Inga underarter finns listade i Catalogue of Life.